# GuttenPlag Wiki

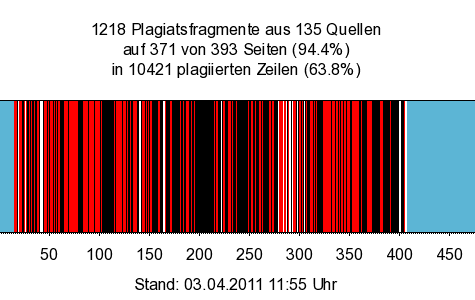
Representação gráfica das páginas da tese de Karl-Theodor zu Guttenberg, que de acordo com a Guttenplag Wiki são plagiadas (situação em 3 de abril de 2011)

A GuttenPlag Wiki é uma wiki fundada em 17 de fevereiro de 2011, cujos colaborados verificam plágios na tese de título Verfassung und Verfassungsvertrag e outras publicações do político alemão da União Social-Cristã Karl-Theodor zu Guttenberg. Este trabalho influiu significativamente no decorrer do processo de plágio Gutenberg, contribuindo para a sua renúncia de seu cargo político de ministro da defesa da Alemanha, em 1 de março de 2011.